# Rudinger
Rudinger var en medeltida konstsmed och byggmästare.
Rudinger var en smed och byggmästare verksam i Västmanland under medeltiden. För Björksta kyrka i Västmanland utförde han en kyrkport som är rikt dekorerad med smidesarbeten. Dörren är ett gott exempel på medeltida smideshantverk och förvaras numera vid Statens historiska museum.  